# Anti-navire léger
Pour les articles homonymes, voir ANL.
Le missile antinavire léger (ANL), appelé aussi Sea Venom, et anciennement Future Anti-Surface Guided Weapon (heavy) (FASGW(H)) est un armement franco-britannique antinavire en cours de développement par MBDA. Ce programme, défini dans le cadre de l’accord de coopération franco-britannique en matière de défense et de sécurité de Lancaster House, s’inscrit dans le cadre de l’initiative « One complex weapons » qui vise à consolider la base industrielle française et britannique dans les missiles au travers d’une interdépendance accrue.

## Historique
L’ANL est conçu comme le successeur de deux missiles historiquement concurrents sur les marchés mondiaux, le missile français AS15TT, entré en service en 1985 sur hélicoptère Panther, et le missile britannique Sea Skua équipant les hélicoptères Lynx depuis 1982.
Le projet ANL/Sea Venom annoncé lors du sommet franco-britannique du 27 mars 2008 a fait l’objet d’une lettre d’intention signée par les deux gouvernements en janvier 2009. La signature d’un contrat unique par le Royaume-Uni et la France en juillet 2009 a permis de lancer la phase d’études d’évaluation du missile en juin 2010,. 
Après une période d’incertitude, le lancement du programme a été confirmé par le ministre français de la Défense en juin 2013. Son financement est définitivement entériné lors du sommet franco-britannique de Brize-Norton du 31 janvier 2014 par François Hollande et David Cameron. Son coût s'élève à 412 millions d'euros pour la part française, aux conditions économiques de 2017. En mars 2014, le ministère de la Défense britannique, agissant pour le compte des deux nations, notifie à MBDA le contrat de développement et de production du missile antinavire léger.
En octobre 2014, Safran (anciennement Sagem DS) annonce la signature d’un contrat avec MBDA pour la conception et la production de l’autodirecteur infrarouge par imagerie de l’ANL. La société britannique Selex ES Ltd participera au développement et à la production en tant que participant subordonné. 
Le 17 juillet 2014 AgustaWestland (Helicopter Division de Leonardo depuis 2016), signe un contrat de 113 millions d’euros avec le ministère britannique de la Défense pour intégrer, et tester la compatibilité des systèmes de missiles ANL/Sea Venom sur les hélicoptères AW159 Wildcat de la Royal Navy. 
En mars 2017, des essais d’embarquement et de largage du missile sur un hélicoptère Westland Lynx de la Royal Navy qui ont validé que l’ANL puisse être intégré sur cet hélicoptère qui reste en première ligne avec de nombreux clients dans le monde. Le 21 juin, le premier tir est effectué depuis un hélicoptère banc d’essai Dauphin de la direction générale de l'Armement au centre d’essai des missiles de l’Île du Levant en France. En 2018, MBDA indique travailler sur une version terrestre de l’ANL qui pourrait intervenir dans une défense côtière multicouche en réseau.
Après un nouveau tir d’essai le 14 novembre 2018, MBDA annonce avoir réalisé le dernier tir de développement du missile avant le démarrage des essais de qualification. Le premier tir de qualification a eu lieu en février 2018 depuis un Dauphin de la DGA Essais en vol au Centre d'essais de la Méditerranée sur l'île du Levant. Le dernier a été effectué le 17 novembre 2020.

## Missile

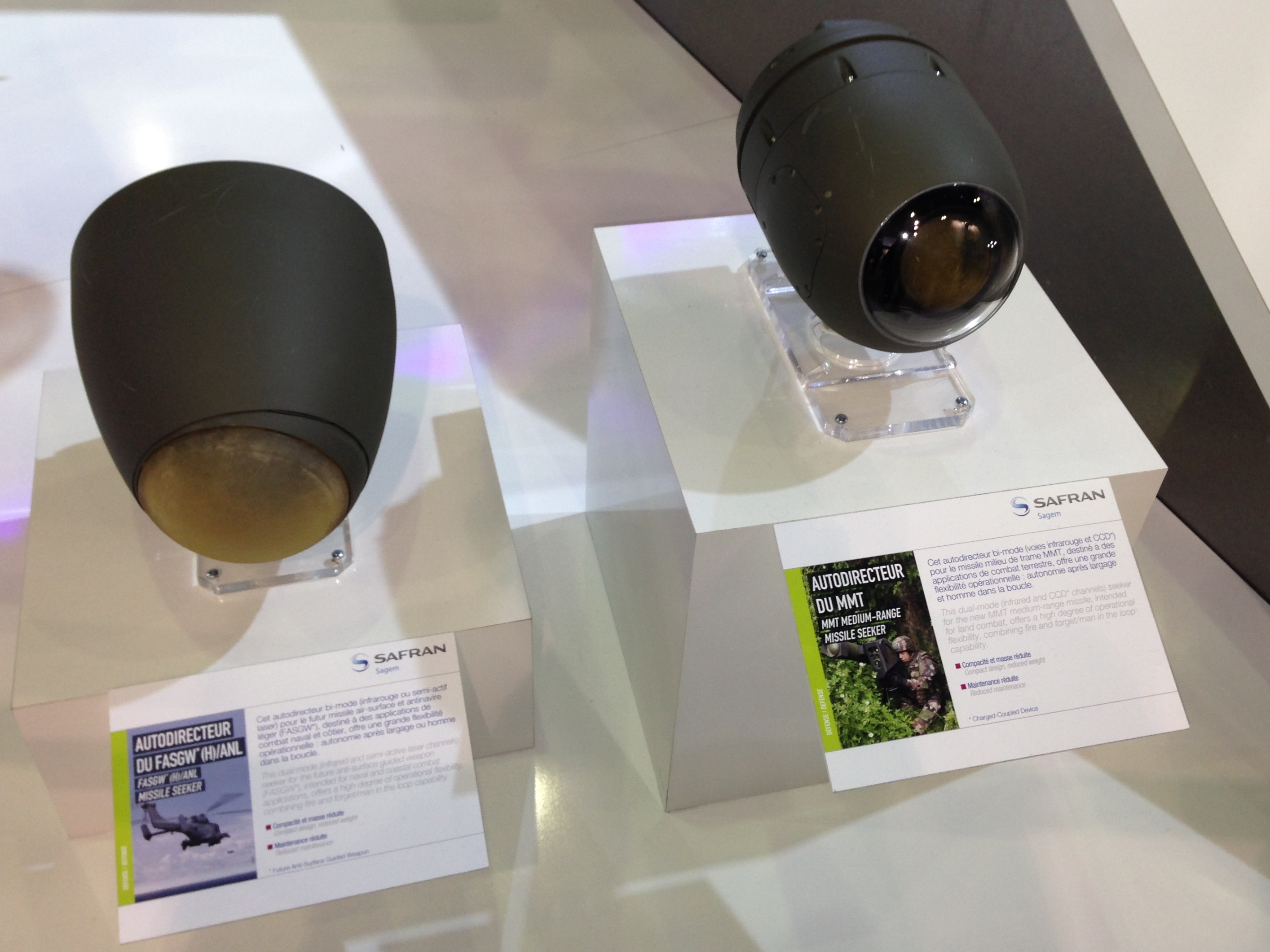
Exposition des autodirecteurs des missiles Sea Venom-ANL et MMP fabriqués par Safran Electronics & Defense.

Compact et léger l’ANL mesure 2,5 m de long pour une masse de 110 kilos (contre 150 pour son prédécesseur britannique le Sea Skua). Il est conçu pour neutraliser les bateaux d’attaque rapides et autres embarcations légères, très rapides et très maniables comme celles qu’utilisent souvent pirates ou narcotrafiquants) et afin de pouvoir intervenir près des côtes en présence de circulation maritime civile, soient des circonstances où l’utilisation d’un missile était auparavant très délicate. Ainsi d’après le manager missile antinavire de la Direction Générale de l’armement : « L’opérateur en charge du tir reçoit sur son écran de contrôle le retour image de ce que voit le missile. Il peut ainsi, pendant le vol, désigner une nouvelle cible ou choisir de frapper sur zone particulière du navire, comme le gouvernail par exemple, afin de le neutraliser sans le détruire totalement. Il peut également annuler le tir si nécessaire, le missile tombera alors à l’eau ». 
Grâce à son guidage très précis, l’ANL peut également infliger des dommages à des cibles plus importantes de type corvette (environ 500 tonnes), en ciblant leurs points névralgiques (mâts, capteurs, etc.)
Il est équipé d’un guidage infrarouge et d’une capacité « homme dans la boucle » (« Man in the loop »). Cette capacité donnera à l’opérateur la possibilité de déterminer s’il souhaite choisir le mode « tire et oublie » ou bien s’il préfère garder le contrôle du missile jusqu’au point d’impact. Le guidage infrarouge avec renvoi d’images par voie radio vers l’opérateur permet en effet à l'opérateur de voir les images prises par le missile en temps réel afin de confirmer la possibilité de frapper la cible ou de détruire le missile en vol. L'utilisation de ce missile doit permettre de respecter les règles d’engagement les plus sévères afin d'éviter les dommages collatéraux. Le missile Sea Venom/ANL s'appuie sur la navigation par inertie et guidage infrarouge par imagerie (IIR), créant ainsi une arme qui n’alerte pas ses cibles en émettant un signal radar. Un altimètre radar regarde vers le bas, afin que le missile reste au ras des vagues et qu’il soit plus difficile à détecter pour les radars défensifs. Contrairement à l’AS-15 TT et au Sea Skua, l’hélicoptère porteur n’a pas besoin d’illuminer l’objectif pour guider le missile. 
La charge explosive de classe 30 kg permet de neutraliser les cibles de type :
- navire d'attaque rapide,
- corvette,
- cible terrestre côtière,
- navires de plus grande taille pouvant être immobilisés[1].

## Enjeux bilatéraux
En 2008, les gouvernements français et britannique annoncent leur projet d’élaborer conjointement une « stratégie industrielle pour les armes complexes » (« One Complex Weapons » en anglais). Le premier contrat commun depuis le lancement de cette initiative a été signé en mars 2014 et concerne le missile antinavire ANL / Sea Venom (anciennement FASGW). Entre-temps, le traité de Lancaster House a été signé. Ce dernier donne à la relation franco-britannique de défense un nouveau cadre et prévoit un renforcement des liens bilatéraux dans tous les domaines de la politique de défense.
Dans les années 1980, Margaret Thatcher lance la politique de « best value for money », c’est-à-dire de choix d’acquisition guidés par les offres de la libre concurrence plutôt que par un protectionnisme industriel, y compris dans le domaine de la défense. Cette politique est critiquée à partir du milieu des années 1990 au sein de la communauté de défense britannique : la concurrence entraîne les entreprises à faire des promesses irréalistes, et la concurrence internationale met en danger leur survie et la sécurité d’approvisionnement de l’État. Pourtant, les publications successives post-Thatcher, telles que la Defence Industrial Policy en 2002, la Defence Industrial Strategy en 2005 et la National Security Through Technology en 2012 reprennent le mot d’ordre de la « best value for money ». C’est dans ce contexte que se développe en Grande-Bretagne une approche contractuelle dans le secteur des armes complexes visant à pérenniser la base industrielle nationale tout en réduisant les coûts d’acquisition et de soutien pour les forces armées. Une approche similaire menée en France à partir de 2011 et connue sous le nom de « Filière Missiles » a permis par la suite le développement d’une approche coopérative bilatérale avec la France dont le principal objet est de rationaliser le secteur missilier européen, en créant des structures dénommées « centres d’excellence » au sein des filiales française et britannique du groupe MBDA. D’après le député M. Philippe Nauche : « le programme ANL a constitué une sorte de préfiguration au modèle des centres d’excellence prévu par l’accord. »
Ces centres techniques permettent de consolider l’expertise commune de MBDA-France et MBDA-UK dans des domaines technologiques et des sous-systèmes déterminés. Ils regroupent l’ensemble des compétences relevant d’un domaine, sous la responsabilité d’une autorité unique reconnue. Ils sont chargés d’élaborer des solutions innovantes et compétitives dans leurs domaines d’activité respectifs, ils permettent un développement de l’expertise et des meilleures pratiques au service des solutions qu’ils seront chargés d’élaborer et enfin ils assurent la préparation de l’avenir grâce au maintien d’un niveau technologique optimale.
Il existe deux types de « centres d’excellence », les Centres d’excellence fédérés qui ont pour domaine de compétence les charges militaires complexes, le système de navigation inertielle, les algorithmes et les logiciels, et les centres d’excellence prédominants spécialisés qui regroupent les domaines des calculateurs de missiles, les équipements de test, les liaisons de données et les actionneurs de missiles.
Il est prévu que 1 000 employés de MBDA travaillent dans ces centres dont 600 en France et 400 au Royaume-Uni.

## Systèmes d'armes et pays utilisateurs

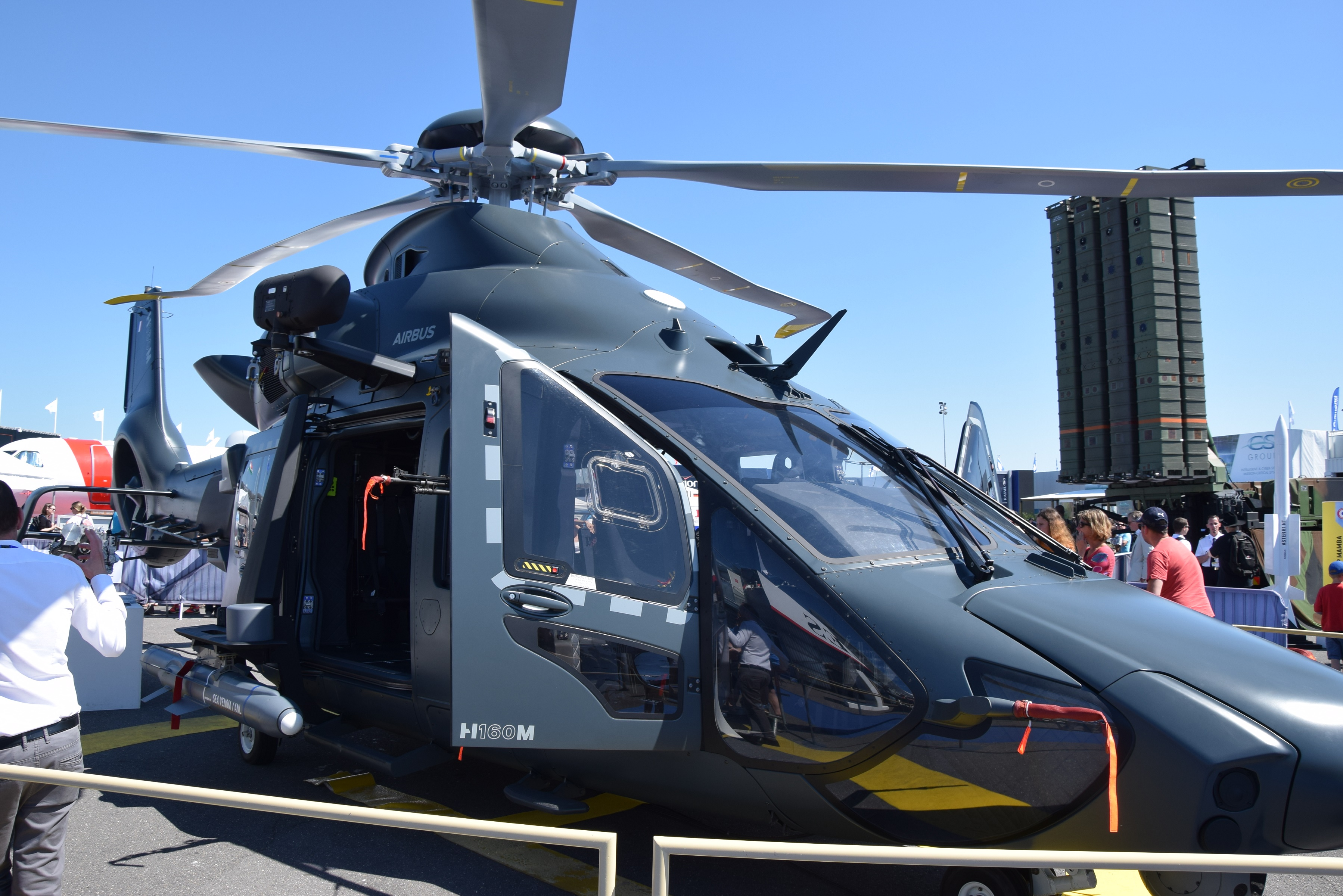
Maquette échelle 1 d'un Airbus Helicopters H160M, au stand du ministère de la Défense, au salon du Bourget 2019

Au Royaume-Uni, le missile Sea Venom équipera le Wildcat qui sera également armé du Lightweight Multi-role Missile. Ces deux missiles étaient appelés Future Anti-Surface Guided Weapon, respectivement Heavy et Light.
En France, le missile, appelé antinavire léger, équipera les hélicoptères HIL (hélicoptère interarmées léger) H160M Guépard de la Marine nationale française (le futur hélicoptère interarmées léger devant être l'unique vecteur selon une décision du 1er mars 2017 bien que le NH90 puisse théoriquement en emporter), 100 missiles ont été commandés. La France n’avait plus de capacité antinavire sur ses hélicoptères depuis les années 1990 et le retrait des AS-12 sur les hélicoptères Lynx. Il est également possible de le monter sur l'avion de surveillance maritime Falcon 2000 MRA proposé à la Marine. Cependant, son achat n'est pas mentionné dans la Loi de programmation militaire [LPM] 2024-30.
Enfin, le missile Sea Venom-ANL est amené à remplacer les Sea Skua et AS 15 TT utilisés par plusieurs pays dans le monde.

## Missiles comparables
- Penguin (missile)
- Nasr-1